# بيميكان
لحم البيميكان (بالإنجليزية: Pemmican) كان من الأطعمة المركزة الأولى. وكان الهنود الحمر من سُكان أمريكا الشمالية يقومون بتجهيزه من اللحوم المجففة للجاموس البري والوعول. وفي أحيان كثيرة، كانوا يقومون بتعليق اللحوم فوق دعامات خيامهم المخروطية الشكل لتجف بتأثير نيران معسكراتهم مما يضفي مذاق مدخن على اللحوم بعد تجفيفها ودقها وتحويلها إلى مسحوق يخلطونه بالدهن الحار، ويقومون بتقطيعه أقراصاً بعد أن يبرد. وقد يُضيفون إليه ثمار العُنَّاب لتحسين مذاقه. وهو طعام يمكن حفظه لفترة طويلة، ولايشغل حِفْظُه حيزاً كبيراً، وقد اعتمدت عليه قبائلهم بوصفه طعامًا رئيسيًا أثناء ترحالها.
يصنع البيميكان في الوقت الحاضر من اللّحم البقري عادة، ويعتمد عليه الرحالة والمساحون والصيادون طعاماً يتزودون به في رحلاتهم الطويلة. ويقوم أهالي أمريكا الجنوبية بصنع طعام شبيه بالبيميكان يُسمى تساجو. كما يقوم أهالي جنوب أفريقيا بصنع طعام مماثل يسمى بيلتونج.